# 半截篮
半截篮是篮球运动的一项技术动作。一般指三分线以内、三秒区以外位置的投篮。也有观点认为，半截篮特指该区域的定点投篮。